# Prisopgave
En prisopgave er en akademisk opgave, det typisk udskrives af et universitet, men fonde, foreninger o.l. kan også udskrive prisopgaver. I en prisopgave skal en bestemt problemstilling behandles og den bedste behandling belønnes med en pris.
Ifølge den gældende Bekendtgørelse om prisopgaver på universiteterne (1. juli 2010) fra Videnskabsministeriet fastsætter de enkelte universiteter i Danmark selv de nærmere regler for prisopgaver.
Ved Københavns Universitet siger de gældende regler (fra 13. oktober 2010), at det enkelte fakultet kan udskrive prisopgaver én gang årligt. Universitets guldmedalje kan tildeles, når "opgaven er besvaret dækkende og med videnskabelig modenhed", mens sølvmedaljen kan tildeles, hvis det ikke fuldt ud er tilfældet.  Medaljerne har på forsiden en Pallas Athene-figur og på bagsiden påskriften Ingenio et studio omgivet af en laurbærkrans. Opslag om prisopgaver offentliggøres i november, og den normale frist for besvarelse er det 15. januar det næstfølgende år.
Prisopgaver har været udskrevet ved Københavns Universitet hvert år siden 1762 undtagen 1769-1791. De første år blev der udsat fem præmier på 20 rigsdaler hver, finansieret af Kommunitetet. Fra 1791 blev der tale om otte præmier i form af en medalje til en værdi af 40 rigsdaler. Opgaverne blev udskrevet inden for teologi, lovkyndighed, medicin, matematik, filologi, filosofi, historie og æstetik. Gennem årene udvidedes opgaverne med en række nye discipliner: 1813 naturhistorie, 1826 fysik, 1829 orientalske sprog og litteraturer og 1853 statsvidenskab. Indtil 1974 kaldtes sølvmedaljen accessit.
For Aarhus Universitet gælder (fra 17. maj 2004), at "opgaverne kan belønnes med guldmedalje eller opnå bedømmelsen "accessit"" og at besvarelsesfristen ligger mellem 12 og 24 måneder efter opslag af opgaven. Medaljen har universitetets segl med inskriptionen Solidum petit in profundis (universitetets motto) på forsiden, mens bagsiden har prismodtagerens navn samt året for modtagelsen omgivet af en laurbærkrans.
Syddansk Universitets regler  (fra 28. februar 2001) siger: "Opgaver, der er besvaret dækkende og med videnskabelig modenhed, opnår belønning med universitetets guldmedalje. Besvarelser, der ikke anses for værdige til guldmedalje, men dog fortjener en akademisk belønning, belønnes med universitetets sølvmedalje." Opslag foregår i september og afleveringsfristen er normalt 15. januar det næstfølgende år.